# 克里斯蒂娜·福斯
克里斯蒂娜·福斯（德語：Christina Voß，1952年7月7日—），旧姓朗格（Lange），德国女子手球运动员。她曾代表东德国家队参加1976年夏季奥林匹克运动会手球比赛，获得一枚银牌。